# Gaetano Fanti

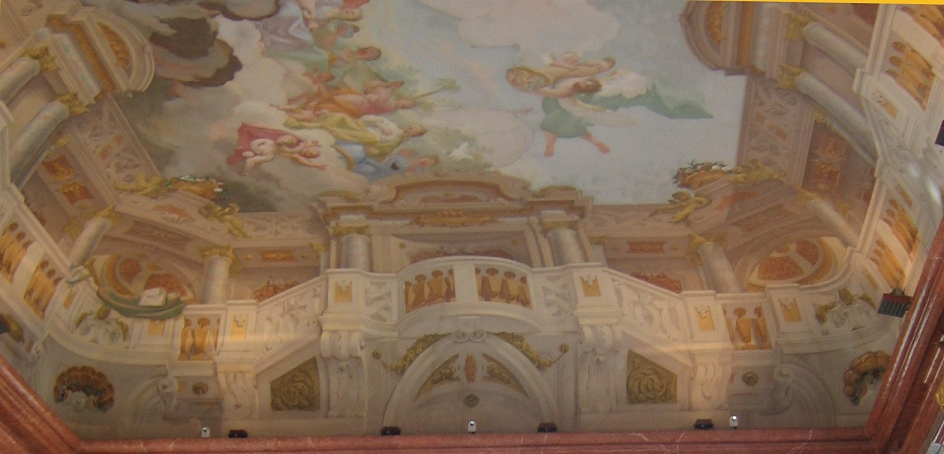
Scheinarchitektur von Fanti im Marmorsaal von Stift Melk

Gaetano Fanti (* 1687 in Bologna; † 27. September 1759 in Wien) war ein italienischer Freskenmaler.
Fanti spezialisierte sich als Maler von Scheinarchitekturen. 1715 wurde er von Prinz Eugen nach Wien berufen. In der barocken Deckenmalerei Österreichs kommt ihm eine maßgebliche Rolle zu. Gemeinsam mit Figurenmalern wie Johann Michael Rottmayr, Paul Troger und Bartolomeo Altomonte war er an bedeutenden Fresken beteiligt. Zu nennen sind unter anderem die Karlskirche Wien, das Stift Melk, das Schloss Belvedere und das Stift Klosterneuburg.